# 7205-ös mellékút (Magyarország)
A 7205-ös számú mellékút egy 14,5 kilométer hosszú mellékút Fejér és Veszprém vármegyék határvidékén, Polgárdit köti össze a Balaton-parti Balatonakarattyával.

## Nyomvonala
A 7-es főútból ágazik ki, annak 84+400-as kilométerszelvényénél, körforgalmú csomópontban, Polgárdi központjának legészakibb házaitól északra, nyugat-délnyugati irányban. Indulása után nem sokkal délnyugati irányt vesz fel, 250 méter megtétele után kiágazik belőle a Polgárdi-Ipartelepek vasútállomás felé vezető, közel 3 kilométer hosszú 72 302-es út. A folytatásban a település belterületének északi részén húzódik, Május 1. utca néven; 1,1 kilométer megtétele után beletorkollik egy önkormányzati út (korábban 7208-as út, települési nevén Batthyány utca), 1,7 kilométer után keresztezi a Cinca-Csíkgát nevű patakot, majd a 2+500 kilométerszelvénye közelében kiágazik belőle észak felé a 7206-os út Jenő-Nádasdladány felé. 2+750-es kilométerszelvényénél keresztezi a MÁV 29-es számú Börgönd–Szabadbattyán–Tapolca-vasútvonalát. Itt el is hagyja Polgárdi belterületét.
Nem sokkal a negyedik kilométere előtt átlép Füle település területére, amelynek az egyetlen közúti megközelítési lehetősége. Bár az M7-es autópálya és a 7-es főút is érinti a falu külterületét, messze elkerüli a lakott területeket, és nincs közúti kapcsolatuk a faluközpont felé. A mellékút több iránytöréssel kanyarog végig a település központján, amit a hatodik kilométere környékén ér el (nyugati irányban érkezik meg a faluba, majd délnek fordul, elhalad a falu templomai mellett, végül újra nyugatnak fordul); előtte még kiágazik belőle egy alsóbbrendű út északra, Sándorkapuszta felé, a 6+200-as kilométerszelvénynél pedig déli irányban ágazik ki a bő 800 méter hosszú 72 304-es út, az említett vasútvonal Füle megállóhelye felé.
Füle lakott területét elhagyva, a 7. kilométernél ismét keresztezi a vasutat, onnantól mintegy két kilométeren keresztül közvetlenül egymás mellett haladnak, nagyjából délnyugati irányba. Közben az út a 8+700-as kilométerszelvénye táján átlép Balatonfőkajár közigazgatási területére, és egyúttal Veszprém vármegyébe. A falu központját 10,5 kilométer megtétele után éri el, ott rövid (alig 100 méteres) szakaszon közös nyomvonalon fut a 7207-es úttal, amely Lepsénytől indulva, egészen Várpalota nyugati külterületeiig húzódva tárja fel a Balatontól északkeletre fekvő Veszprém vármegyei településeket (a két mellékút kilométerei itt egymással ellentétes irányban számozódnak).
Balatonfőkajár után, a 11+900-as kilométerszelvényénél keresztezi a megszűnt személyforgalmú Lepsény–Hajmáskér-vasútvonalat, előtte kiágazik belőle az alig 200 méter hosszú 72 307-es út, Balatonfőkajár megállóhelyre, majd nem sokkal ezután, a 13+300-as kilométerszelvényénél keresztezi a 710-es főutat egy körforgalommal (amely 2019 óta az M7-es autópályától indul), ugyanott átlép Balatonakarattya területére. A 71-es főútba csatlakozva ér véget, annak 5+800-as kilométerszelvényénél található körforgalomban, teljes hossza a kira.gov.hu adatbázisa szerint 14,552 kilométer.

## Története
1934-ben a kereskedelem- és közlekedésügyi miniszter 70 846/1934. számú rendelete másodrendű főúttá nyilvánította, a Polgárditól Balatonfüred-Keszthelyen át Balatonszentgyörgyig húzódó 71-es főút részeként.